# فنا (فیلم)
فنا (به هندی: Fanaa) یک فیلم سینمایی هندی در ژانر فیلم رمانتیک و دلهره‌آور محصول سال ۲۰۰۶ و به کارگردانی کونال کوهلی است. در این فیلم بازیگرانی همچون عامر خان، کاجول، ریشی کاپور، کیرون کهیر، شارات ساکسنا، تابو، ساتیش شاه، شاینی آهوجا، شروطی ست، گائوتامی کاپور، سانایا ایرانی، جاسپال بهاتی، لیلیت دوبی، وراجش هیجری، سورش منون و لارا دوتا ایفای نقش کرده‌اند.

## خلاصهٔ داستان فیلم
«زونی» (کاجول)، دختری کشمیری که در کودکی بینایی‌اش را از دست داده، با مردی به نام «ریحان» (عامر خان) ازدواج می‌کند. «ریحان» راهی برای درمان «زونی» می‌یابد اما وقتی پس از عمل، «زونی» چشم‌هایش را باز می‌کند، ساعتی از کشته‌شدن «ریحان» در یک عملیات تروریستی گذشته…